# Juvénal de Narni
Juvénal de Narni (italien : san Giovenale di Narni), mort le 3 mai ou le 7 août 376, est vénéré comme « premier évêque de Narni » en Ombrie. Il est possible qu'il soit mort martyr. 

## Biographie
Les écrits historiques concernant la vie de Juvénal sont rares. Une biographie de Juvénal de peu de valeur historique a été écrite après VVIIe siècle déclare que Juvénal serait né en Afrique, ordonné par le pape Damase Ier et est le premier évêque de Narni. Il a été enterré dans la Porta Superiore sur la Via Flaminia le 7 août, bien que sa fête soit célébrée le 3 mai. Cette biographie ne le présente pas comme martyr mais comme «confesseur ». Les martyrologes Florus de Lyon et Adon de Vienne décrivent aussi Juvénal comme un évêque et un confesseur plutôt que comme un martyr.
Grégoire Ier dans ses Dialogues (IV, 12) et dans ses Homiliae in Evangelium parle d'un évêque de Narni nommé Juvénal, et le décrit comme un martyr. Cependant, parfois le titre de martyr était attribué à des évêques qui ne mouraient pas nécessairement pour leur foi.  Gregoire mentionne également un sépulcre associé à Juvénal à Narni.  

## Vénération
Dans le Sacramentaire gélasien figure une prière en l'honneur du saint le 3 mai. Le Codex Bernense du Martyrologe hiéronymien enregistre son nom le 3 mai avec ceux de trois autres martyrs de la Via Nomentana : Eventius, Alexandre I et Theodulus.  
Saint Juvénal apparaît, non pas comme un martyr, mais comme un évêque et un confesseur, dans le calendrier tridentin, qui lui attribue une commémoration, partagée avec ces trois martyrs, lors de la fête de la Croix le 3 mai. Lorsque cette fête a été abolie en 1960, les quatre saints ont continué d'être commémorés conjointement lors de la célébration du jour qui continue d'être le jour de la fête de Saint Juvénal, comme indiqué dans le martyrologe romain. Depuis 1969, il n'est plus inclus dans le Calendrier romain général.
Sa légende suggère qu'il aurait sauvé Narni des envahisseurs Ligures et Sarmates en faisant appel à un orage divin.
La construction du sépulcre de Juvénal à Narni est attribuée à son prétendu  successeur saint Maximus (mort en 416 apr. J.-C.). L'auteur de la Vie du pape Vigilius (VIe siècle) dans le Liber Pontificalis déclare qu'un monastère fondé par Bélisaire près d'Orte était dédié à Juvénal. En 878, les reliques de Juvénal ont été emmenées à la basilique San Frediano à Lucques avec celles des saints Cassius et de son épouse Fausta par Adalbert Ier, margrave de Toscane, mais toutes les reliques ont été rendues à Narni deux ans plus tard. Celles de saint Cassius ont été déposées dans un sanctuaire restauré connu sous le nom de Sacello di San Cassio. Les reliques de Juvénal auraient été cachées.
Fossano revendique Juvénal en tant que patron, et prétend également détenir certaines de ses reliques, bien que celles-ci puissent appartenir à un autre saint du même nom.